# Prémios Emmy do Primetime
Os Prêmios Emmy do Primetime são prêmios entregues pela Academia de Artes & Ciências Televisivas em reconhecimento da excelência da programação televisiva do horário nobre nos Estados Unidos. Primeiramente realizados em 1949, eram chamados somente de Prêmios Emmys, mas com a criação dos Prêmios Emmy do Daytime, foi acrescentado "Primetime" para permitir a distinção entre os dois.
São geralmente entregues em meio de setembro, no domingo anterior ao começo oficial da reentré televisiva do outono. Atualmente está em vigor um sistema rotativo da transmissão televisiva entre as quatro maiores redes americanas: CBS, ABC, NBC e Fox. Em Portugal, o canal AXN transmite todos os anos a cerimônia ao vivo sem tradução e uma semana mais tarde com legendas. No Brasil, essa tarefa era do canal Sony, na qual a transmissão era ao vivo sem tradução simultânea e reprise legendada no domingo seguinte, porém, desde de 2011, o Warner Channel também exibia a premiação no Brasil ao vivo. Em Moçambique, a premiação passa também na AXN através da ZAP, que disponibiliza o canal por assinatura.
Contudo, a edição de 2006 foi transmitida em torno de uma semana antes, no domingo, 27 de agosto, devido à cobertura por parte da NBC do início da época de futebol americano.

## Categorias
Os Prêmios Emmy do Primetime são atribuidos pelas seguintes categorias (incompleto): 

### Músicas e Letras Originais
- Melhor música e letra original

### Séries de televisão
- Melhor Série Dramática
- Melhor Série de Comédia
- Melhor Série de Variedades, Musical ou Entretenimento
- Melhor Série Limitada
- Melhor Telefilme

### Direção/Realização
- Melhor Direção em série dramática
- Melhor Direção em série de comédia
- Melhor Direção num programa de variedades, músical ou comédia
- Melhor Direção numa minissérie, telefilme ou especial dramático

### Roteiro/Argumento
- Melhor Roteiro em série dramática
- Melhor Roteiro em série de comédia
- Melhor Roteiro para um programa de variedades, música ou comédia
- Melhor Roteiro em minissérie, filme ou especial dramático

### Produções
- Melhor Reality-show
- Melhor Talent-show
- Melhor Filme para televisão
- Melhor Performance Individual num programa de variedade ou de música

### Papéis principais
- Melhor Ator em série dramática
- Melhor Atriz em série dramática
- Melhor Ator em série de comédia
- Melhor Atriz em série de comédia
- Melhor Ator em minissérie ou telefilme
- Melhor Atriz em minissérie ou telefilme
- Melhor Desempenho Voice-over

### Papéis secundários
- Melhor Ator Coadjuvante em série dramática
- Melhor Atriz Coadjuvante em série dramática
- Melhor Ator Coadjuvante em série de comédia
- Melhor Atriz Coadjuvante em série de comédia
- Melhor Ator Coadjuvante em minissérie ou telefilme
- Melhor Atriz Coadjuvante em minissérie ou telefilme

### Atores convidados
- Melhor Ator Convidado em série dramática
- Melhor Atriz Convidada em série dramática
- Melhor Ator Convidado em série de comédia
- Melhor Atriz Convidada em série de comédia